# Michael Hofmann (Grafiker)
Michael Hofmann (* 9. September 1944 in Chemnitz) ist ein deutscher Maler und Grafiker (Holzschnitt).

## Leben und Wirken
Nach seiner Berufsausbildung als „Gebrauchswerber und Reproduktionsfotograf“ in den Jahren 1961 bis 1965 studierte Hofmann von 1969 bis 1974 an der Hochschule für Bildende Künste in Dresden, u. a. bei Gerhard Bondzin, Herbert Kunze und Christian Hasse. Dem schloss sich dort eine Zeit bis 1977 als Meisterschüler bei Bondzin an.
Ab 1977 war Hofmann als freiberuflicher Maler und Grafiker Mitglied im Verband Bildender Künstler, seit 1991 im Sächsischen Künstlerbund und im Neuen Sächsischen Kunstverein.
Ab 2002 war er Dozent an der Freien Akademie in Bad Reichenhall.
Hofmann ist in seiner Arbeit neben Malerei und Glasarbeiten auf den Farbholzschnitt spezialisiert. Im Jahr 2002 erhielt er den Grafikpreis 100 Sächsische Grafiken.
Arbeiten für den öffentlichen Raum befinden sich beispielsweise in Dresden, wo er 1999 zusammen mit Hans-Volker Mixsa das Bildungszentrum der Industrie- und Handelskammer ausgestaltete. Für das 1991 gebaute Hapag-Lloyd-Frachtschiff Dresden Express malte er zwei großformatige Tafelbilder. In den 1970er und 1980er Jahren entstanden Glasfenster für Kirchen in Dresden-Kleinzschachwitz, Gera (Lusan und Langenberg), Schleiz und Halsbrücke. Ab 1994 entstanden gemeinsame Buchprojekte mit Peter Zaumseil, Konrad Schmid und Hans-Volker Mixsa, seit 2010 arbeitet er mit dem ebenfalls in Radebeul ansässigen Lyriker Thomas Gerlach zusammen.
Hofmann lebt und arbeitet seit 1999 in Radebeul.

## Museen und öffentliche Sammlungen mit Werken Hofmanns
- Kupferstichkabinett Dresden[6]
- Galerie Neue Meister, Dresden[6]
- Stadtmuseum Dresden
- Lindenau-Museum, Altenburg
- Staatliche Bücher- und Kupferstichsammlung Greiz
- Stadtsparkasse Dresden
- Regierungspräsidium Tübingen
- Bayerische Staatsbibliothek, München
- Deutsche Bücherei, Leipzig
- Kustodie der Technischen Universität Dresden
- Germanisches Nationalmuseum, Nürnberg

## Werke
- Holzschnitt und Malerei. Klinger, Passau 2004, ISBN 3-932949-27-7.
- gemeinsam mit Alexander Stoll: Michael Hofmann – Engel. Neue Sächsische Galerie, Chemnitz 2006, ISBN 3-937176-09-8.
- Glasfenster, Collagen, Malerei. Notschriften-Verlag, Radebeul 2009, ISBN 978-3-940200-40-2.
- Zusammen mit Thomas Gerlach (Lyrik): Herbstzeitlose. Notschriften-Verlag, Radebeul 2010, ISBN 978-3-940200-54-9.

## Beteiligung an zentralen und wichtigen regionalen Ausstellungen in der DDR
- 1976: Berlin, Ausstellungszentrum am Fernsehturm („Junge Künstler der DDR“)
- 1976: Karl-Marx-Stadt, Städtische Museen („Jugend und Jugendobjekte im Sozialismus“)
- 1978: Frankfurt/Oder, Galerie Junge Kunst („Junge Künstler der DDR“)
- 1979 und 1985: Dresden, Bezirkskunstausstellungen
- 1979, 1982, 1986, 1987 und 1989: Berlin und weitere Städte („100 ausgewählte Grafiken“)